# 最後通牒賽局
最后通牒賽局是经济学和比較心理學中博弈论的一种实际应用。1982年沃纳·古斯等首次把它做成试验。最后通牒賽局的试验常被用来研究利他主义或利己主義。使用最后通牒賽局的不同试验布置可以研究人类在试验中是否只为扩大自己的盈利还是在试验中也顾及其他人的利益。对其他人的顾及可以来源于赛局中为自己或者大家带来利益的规则、文化习俗如正义感以及自己对其他人和观察者留下的印象。神经生物学的试验也成功地使用最后通牒賽局，比如用来探测大脑损伤对行为造成的影响和后果。一个多人变异是海盗博弈。
最后通牒賽局是一种由两名参与者进行的非零和博弈。在这种博弈中，一名提议者向另一名响应者提出一种分配资源的方案，如果响应者同意这一方案，则按照这种方案进行资源分配；如果不同意，则两人都会什么都得不到。按照理性人假设，只要提议者将少量资源分配给响应者，响应者就应该同意。因为这要比什么都得不到好。但实际进行的实验则表明只有当给响应者分配足够资源时，方案才能通过。当有多名响应者参与並擁有投票權，且方案被否決會導致動議者收益為負無限大时，这一博弈就成为了海盗博弈。

## 原始形式

### 實驗設計
试验参加者张三获得一定的资源{\displaystyle c}（比如一笔钱）。从这批资源中他要分出一部分{\displaystyle s}（{\displaystyle 0\leq s\leq c}）分给试验参加者李四。假如李四拒绝接受分给他的那部分，则张三也无法获得剩下的部分，两人都一无所获。假如李四接受张三分给他的那部分，那么张三可以保留剩余的部分{\displaystyle c-s}。
对张三来说一个目标在于他的尽量达到最高的盈利，並避免全盤皆輸。李四参加试验的目的对张三来说不明，因此张三可以根据社交经验推测对方的目的。在原始形式中张三和李四互相不认识，也无法相互交流。两位参加试验的人除了没有获得盈利外不必担心其它后果。

### 實際結果
对于经济人来说最後通牒賽局的答案是张三从{\displaystyle c}中分出最小可能的数量{\displaystyle s>0}给李四（比如1分钱），因为他知道一个追求最高盈利的理性的李四不会拒绝这个非常小的数量，最低的数量依然比0高。张三可以以此使用最低的投资获得最高的盈利。实际上许多李四试验员却拒绝他们认为不公平的太小的数量，因此从经济人的观点上来看反应不合理。但對人類而言，一般总额15%以下的数额会被拒绝，雖然自己收益降為零，但这样使得张三也一无所获，被分配者寧願選擇雙輸。根據文化的不同，不同参加试验的人分的数量與談判的比例也不同。全球平均，實驗者扮演张三，会分给李四总额的30%。結論是人類實際上一般成交的分配，总是远远高于數學上“理性”的分配。

### 延伸實驗
另一个变异是张三已经获得了{\displaystyle c}的财富，他可以把其中一部分{\displaystyle s}分给也有錢的李四，李四接受这个分配后，张三還可以获得{\displaystyle c-s}的附加盈利。这个变异有三种不同的结局：
1. 张三把{\displaystyle s={\tfrac {c}{2}}}给李四，这样张三一來一往没有任何损失，而李四则获得张三财产的一半。
2. 张三分给李四{\displaystyle s={\tfrac {c}{3}}}，这样两人均赢得{\displaystyle {\tfrac {c}{3}}}。
3. 假如李四本来就已经拥有{\displaystyle d}，那么假如他接受张三的分配{\displaystyle s=c\cdot {\tfrac {d}{c+2d}}}的话，两人的相对盈利为{\displaystyle 1+{\tfrac {c}{c+2d}}}。

假如张三的资本比李四高的话，第三种结局就绝对盈利来说李四亏了。只有在李四的资本高于张三的情况下，他在第三种结局中才占利。也就是說张三资本高的话他会寻求第三种结局，否则他会寻求第二种结局。假如两人资本一样高的话结局2和3是相等的。
按技巧說，参赛两人中资本比较低的人希望刻意隐藏其资本数量，让对方采纳第二中结局获利。而资本比较多的参赛者则尽量计算比较穷的参赛者的资本数量，使得采纳第3结局时不让多方感到自己不公平。公平的准则则根据参赛者的文化背景不同。

### 变异：海盜賽局
假如分配的人数不止两人的话，那么接受小数额的可能性也提高。

### 变异：独裁者赛局
在独裁者赛局变异中李四无法拒绝张三的分配。在这个变异中假如没有其它因素参与的话，理论上估计只有最小的数额值会被张三提出。假如参赛者不使用最佳分配，那么可以研究什么其它因素在影响参赛者的决定。
文化习俗对分配有明显影响。
在国民经济学中给多方分配一个资源，使得分配让各方都达到最优化，没有一方被亏待的方法叫做多目标优化。

## 不同等级的优化
假如多人赛局导理性致优化，则集体理性在这个赛局中占主导地位。假如在一个赛局中没有优化的迹象，则在此赛局中没有理性主导，或者在赛局中有另一个未知的理性主导存在（比如长远的优化）。最後通牒賽局尤其适用于体现这个现象，并可以用来解除貌似的自相矛盾。
多重最後通牒賽局的结局与单局有区别。在这里一个集体分别参加单个赛局，但是通过集体单局的损失可以被减少，或者整个集体的盈利可以提高。在这种情况下集体内部有效地分配赛局资源是关键。

## 文化差異
有趣的是，工业国家的参赛者——大多为美国、欧洲和亚洲的本科学生——在原始形式中一般提供总额的40%到50%，30%以下的建议一般会被拒绝。马丁·A·诺瓦克等于2000年在假设参赛者会通过历史纪录上的分配结果顾及自己的信譽的情况下预言这个结果。诺瓦克由此得出结论最後通牒賽局体现出人类共有的公正感和对不公正的行为惩罚的趋势。虽然赛局是没有信誉举行的，但是其结果却与有信誉类似，因此诺瓦克等人推理认为公正和惩罚是人类在进化过程中产生的，没有信誉的互动没有適應度。
在其它文化背景下最後通牒賽局的结果与此不同。约瑟夫·亨理希等使用比较小的民族多次做最後通牒賽局实验。工业国家的参赛者在分配时各种各样，所有的分配数额都有，而小民族的参赛者则分配数额非常低，而且有時也不拒绝低数额，懸殊巨大。这个结果类似于诺瓦克等在顾及信誉前的结果。即使美国人在独裁者赛局中，分配給別人的数额（>45%）也是哈扎人该近一倍（<30%）。最後通牒賽局的结果类似，在小民族里被拒绝的数额也要比美国低。对这些结果的分析发现市场结合度（买的消费食品比率）和宗教信仰程度都能够互不相关地提高分配数额。
由此可见最後通牒賽局在工业国家的结果不是人类的本质，而是社会发展的文化结果。亨理希等认为复杂的市场经济社会，没有陌生人之间高度的讓利合作互信，是不可能實現的。

## 历史
该实验最早是由 Werner Guth, Rolf Schmittberger 和 Bernd Schwarze 于1982年在科隆大学进行，之后在全世界范围内被重复了无数次。研究者之所以热衷于这个实验，是因为其实验结果与新古典经济学的經濟人假設大相径庭。。如果响应者被分到的錢太少，他們經常會寧願甚麼也不要，也不要不公平地讓自己看起來愚蠢。